# 1220 Crocus
1220 Crocus è un asteroide della fascia principale. Scoperto nel 1932, presenta un'orbita caratterizzata da un semiasse maggiore pari a 3,0048723 UA e da un'eccentricità di 0,0692142, inclinata di 11,37114° rispetto all'eclittica.
Il suo nome fa riferimento alle piante del genere Crocus.